# Vuelta al País Vasco 2024
Vuelta al País Vasco 2024, znana również jako Itzulia Basque Country 2024 – 63. edycja wyścigu kolarskiego Vuelta al País Vasco, która odbyła się w dniach od 1 do 6 kwietnia 2024 na liczącej ponad 832 kilometry trasie składającej się z 6 etapów, biegnącej z miejscowości Irun do Eibar. Impreza kategorii 2.UWT była częścią UCI World Tour 2024.

## Etapy
| Etap | Data  | Start – Meta                        | type                       | Dystans (km) | Suma wzniesień (m) | Zwycięzca etapu  | Lider             |
| ---- | ----- | ----------------------------------- | -------------------------- | ------------ | ------------------ | ---------------- | ----------------- |
| 1    | 1 kwi | Irun – Irun                         | jazda indywidualna na czas | 10           | 179 m              | Primož Roglič    | Primož Roglič     |
| 2    | 2 kwi | Irun – Cambo-les-Bains              | pagórkowaty                | 160          | 2312 m             | Paul Lapeira     | Primož Roglič     |
| 3    | 3 kwi | Espelette – Altsasu                 | górzysty                   | 190,9        | 3057 m             | Quinten Hermans  | Primož Roglič     |
| 4    | 4 kwi | Etxarri Aranatz – Legutiano         | górzysty                   | 157,5        | 2146 m             | Louis Meintjes   | Mattias Skjelmose |
| 5    | 5 kwi | Vitoria-Gasteiz – Amorebieta-Etxano | górzysty                   | 175,9        | 2214 m             | Romain Grégoire  | Mattias Skjelmose |
| 6    | 6 kwi | Eibar – Eibar                       | górski                     | 137,8        | 3472 m             | Carlos Rodríguez | Juan Ayuso        |

## Uczestnicy

### Drużyny
| WorldTeams (18)- Alpecin-Deceuninck - Arkéa-B&B Hotels - Astana Qazaqstan Team - Bahrain Victorious - Bora-Hansgrohe - Cofidis - Decathlon-AG2R La Mondiale - EF Education-EasyPost - Groupama-FDJ - Ineos Grenadiers - Intermarché-Wanty - Lidl-Trek - Movistar Team - Soudal Quick-Step - Team dsm-firmenich PostNL - Team Jayco AlUla - Team Visma \| Lease a Bike - UAE Team Emirates ProTeams (6)- Burgos-BH - Caja Rural-Seguros RGA - Equipo Kern Pharma - Euskaltel-Euskadi - Q36.5 Pro Cycling Team - TotalEnergies |
| |

### Lista startowa
| Team Visma \| Lease a Bike TVL | Team Visma \| Lease a Bike TVL | Team Visma \| Lease a Bike TVL |
| ------------------------------ | ------------------------------ | ------------------------------ |
| Nr                             | Kolarz                         | Miejsce                        |
| 1                              | Jonas Vingegaard (DEN)         | DNF-4                          |
| 2                              | Steven Kruijswijk (NED)        | 58.                            |
| 3                              | Sepp Kuss (USA)                | 41.                            |
| 4                              | Loe van Belle (NED)            | DNS-6                          |
| 5                              | Johannes Staune-Mittet (NOR)   | 53.                            |
| 6                              | Ben Tulett (GBR)               | DNS-3                          |
| 7                              | Milan Vader (NED)              | 72.                            |

| Soudal Quick-Step SOQ | Soudal Quick-Step SOQ               | Soudal Quick-Step SOQ |
| --------------------- | ----------------------------------- | --------------------- |
| Nr                    | Kolarz                              | Miejsce               |
| 11                    | Remco Evenepoel (BEL) (szosa i ITT) | DNF-4                 |
| 12                    | Gil Gelders (BEL)                   | DNF-5                 |
| 13                    | James Knox (GBR)                    | DNF-6                 |
| 14                    | Mikel Landa (ESP)                   | DNF-5                 |
| 15                    | William Junior Lecerf (BEL)         | 25.                   |
| 16                    | Pieter Serry (BEL)                  | DNF-6                 |
| 17                    | Louis Vervaeke (BEL)                | DNF-6                 |

| Movistar Team MOV | Movistar Team MOV               | Movistar Team MOV |
| ----------------- | ------------------------------- | ----------------- |
| Nr                | Kolarz                          | Miejsce           |
| 21                | Alex Aranburu (ESP)             | 15.               |
| 22                | Jon Barrenetxea (ESP)           | 67.               |
| 23                | Davide Formolo (ITA)            | 45.               |
| 24                | Pelayo Sánchez (ESP)            | DNF-5             |
| 25                | Gregor Mühlberger (AUT) (szosa) | 54.               |
| 26                | Nelson Oliveira (POR)           | 34.               |
| 27                | Gonzalo Serrano (ESP)           | DNF-5             |

| Bora-Hansgrohe BOH | Bora-Hansgrohe BOH             | Bora-Hansgrohe BOH |
| ------------------ | ------------------------------ | ------------------ |
| Nr                 | Kolarz                         | Miejsce            |
| 31                 | Primož Roglič (SLO)            | DNF-4              |
| 32                 | Roger Adrià (ESP)              | DNF-6              |
| 33                 | Emanuel Buchmann (GER) (szosa) | 32.                |
| 34                 | Jai Hindley (AUS)              | 12.                |
| 35                 | Bob Jungels (LUX)              | 91.                |
| 36                 | Maximilian Schachmann (GER)    | 13.                |
| 37                 | Matteo Sobrero (ITA)           | DNF-6              |

| EF Education-EasyPost EFE | EF Education-EasyPost EFE        | EF Education-EasyPost EFE |
| ------------------------- | -------------------------------- | ------------------------- |
| Nr                        | Kolarz                           | Miejsce                   |
| 41                        | Rigoberto Urán (COL)             | 21.                       |
| 42                        | Jefferson Alexander Cepeda (ECU) | 44.                       |
| 43                        | Esteban Chaves (COL)             | 16.                       |
| 44                        | Sean Quinn (USA)                 | DNF-4                     |
| 45                        | Archie Ryan (IRL)                | 39.                       |
| 46                        | James Shaw (GBR)                 | 50.                       |
| 47                        | Markel Beloki (ESP)              | 89.                       |

| Arkéa-B&B Hotels ARK | Arkéa-B&B Hotels ARK      | Arkéa-B&B Hotels ARK |
| -------------------- | ------------------------- | -------------------- |
| Nr                   | Kolarz                    | Miejsce              |
| 51                   | Clément Champoussin (FRA) | 57.                  |
| 52                   | Élie Gesbert (FRA)        | DNF-4                |
| 53                   | Alessandro Verre (ITA)    | 79.                  |
| 54                   | Anthony Delaplace (FRA)   | 69.                  |
| 55                   | Laurens Huys (BEL)        | 106.                 |
| 56                   | Łukasz Owsian (POL)       | DNS-4                |
| 57                   | Kévin Vauquelin (FRA)     | 8.                   |

| Team Jayco AlUla JAY | Team Jayco AlUla JAY          | Team Jayco AlUla JAY |
| -------------------- | ----------------------------- | -------------------- |
| Nr                   | Kolarz                        | Miejsce              |
| 61                   | Lucas Hamilton (AUS)          | 33.                  |
| 62                   | Davide De Pretto (ITA)        | DNS-6                |
| 63                   | Edward Dunbar (IRL)           | 35.                  |
| 64                   | Felix Engelhardt (GER)        | DNF-6                |
| 65                   | Rudy Porter (AUS)             | 51.                  |
| 66                   | Christopher Juul-Jensen (DEN) | 78.                  |
| 67                   | Mauro Schmid (SUI)            | DNF-6                |

| Lidl-Trek LTK | Lidl-Trek LTK                   | Lidl-Trek LTK |
| ------------- | ------------------------------- | ------------- |
| Nr            | Kolarz                          | Miejsce       |
| 71            | Mattias Skjelmose (DEN) (szosa) | 3.            |
| 72            | Andrea Bagioli (ITA)            | DNF-6         |
| 73            | Julien Bernard (FRA)            | DNF-6         |
| 74            | Fabio Felline (ITA)             | DNF-6         |
| 75            | Tao Geoghegan Hart (GBR)        | 43.           |
| 76            | Bauke Mollema (NED)             | 27.           |
| 77            | Natnael Tesfatsion (ERI)        | DNF-4         |

| Groupama-FDJ GFC | Groupama-FDJ GFC      | Groupama-FDJ GFC |
| ---------------- | --------------------- | ---------------- |
| Nr               | Kolarz                | Miejsce          |
| 81               | David Gaudu (FRA)     | DNS-3            |
| 82               | Lorenzo Germani (ITA) | 101.             |
| 83               | Romain Grégoire (FRA) | 38.              |
| 84               | Quentin Pacher (FRA)  | 23.              |
| 85               | Rémy Rochas (FRA)     | 70.              |
| 86               | Clément Russo (FRA)   | DNF-6            |
| 87               | Reuben Thompson (NZL) | 88.              |

| Cofidis COF | Cofidis COF           | Cofidis COF |
| ----------- | --------------------- | ----------- |
| Nr          | Kolarz                | Miejsce     |
| 91          | Ion Izagirre (ESP)    | 9.          |
| 92          | Thomas Champion (FRA) | 93.         |
| 93          | Simon Geschke (GER)   | 22.         |
| 94          | Gorka Izagirre (ESP)  | DNF-6       |
| 95          | Jonathan Lastra (ESP) | DNF-4       |
| 96          | Stefano Oldani (ITA)  | DNS-4       |
| 97          | Harrison Wood (GBR)   | 87.         |

| UAE Team Emirates UAD | UAE Team Emirates UAD       | UAE Team Emirates UAD |
| --------------------- | --------------------------- | --------------------- |
| Nr                    | Kolarz                      | Miejsce               |
| 101                   | Juan Ayuso (ESP)            | 1.                    |
| 102                   | Igor Arrieta (ESP)          | 61.                   |
| 103                   | Sjoerd Bax (NED)            | 81.                   |
| 104                   | Isaac Del Toro (MEX)        | 7.                    |
| 105                   | Brandon McNulty (USA) (ITT) | 5.                    |
| 106                   | Marc Soler (ESP)            | 4.                    |
| 107                   | Jay Vine (AUS)              | DNF-4                 |

| Bahrain Victorious TBV | Bahrain Victorious TBV      | Bahrain Victorious TBV |
| ---------------------- | --------------------------- | ---------------------- |
| Nr                     | Kolarz                      | Miejsce                |
| 111                    | Pello Bilbao (ESP)          | 6.                     |
| 112                    | Yukiya Arashiro (JPN)       | DNF-6                  |
| 113                    | Nikias Arndt (GER)          | DNF-6                  |
| 114                    | Santiago Buitrago (COL)     | 11.                    |
| 115                    | Johan Price-Pejtersen (DEN) | DNF-5                  |
| 116                    | Jasha Sütterlin (GER)       | 94.                    |
| 117                    | Edoardo Zambanini (ITA)     | 30.                    |

| Intermarché-Wanty IWA | Intermarché-Wanty IWA     | Intermarché-Wanty IWA |
| --------------------- | ------------------------- | --------------------- |
| Nr                    | Kolarz                    | Miejsce               |
| 121                   | Louis Meintjes (RSA)      | 40.                   |
| 122                   | Vito Braet (BEL)          | DNS-6                 |
| 123                   | Alexy Faure Prost (FRA)   | 77.                   |
| 124                   | Tom Paquot (BEL)          | DNF-6                 |
| 125                   | Kevin Colleoni (ITA)      | 64.                   |
| 126                   | Lorenzo Rota (ITA)        | DNF-6                 |
| 127                   | Rein Taaramäe (EST) (ITT) | 73.                   |

| Astana Qazaqstan Team AST | Astana Qazaqstan Team AST     | Astana Qazaqstan Team AST |
| ------------------------- | ----------------------------- | ------------------------- |
| Nr                        | Kolarz                        | Miejsce                   |
| 131                       | Samuele Battistella (ITA)     | DNF-6                     |
| 132                       | Gleb Brusienski (KAZ) (szosa) | DNF-2                     |
| 133                       | Igor Czżan (KAZ)              | DNF-6                     |
| 134                       | Gianmarco Garofoli (ITA)      | 47.                       |
| 135                       | Harold Martín López (ECU)     | 74.                       |
| 136                       | Ide Schelling (NED)           | DNS-4                     |
| 137                       | Anton Kuzmin (KAZ)            | DNF-6                     |

| TotalEnergies TEN | TotalEnergies TEN        | TotalEnergies TEN |
| ----------------- | ------------------------ | ----------------- |
| Nr                | Kolarz                   | Miejsce           |
| 141               | Mathieu Burgaudeau (FRA) | 100.              |
| 142               | Steff Cras (BEL)         | DNF-4             |
| 143               | Fabien Doubey (FRA)      | 80.               |
| 144               | Jordan Jegat (FRA)       | 17.               |
| 145               | Alan Jousseaume (FRA)    | 90.               |
| 146               | Fabien Grellier (FRA)    | 103.              |
| 147               | Alexis Vuillermoz (FRA)  | 75.               |

| Team dsm-firmenich PostNL DFP | Team dsm-firmenich PostNL DFP | Team dsm-firmenich PostNL DFP |
| ----------------------------- | ----------------------------- | ----------------------------- |
| Nr                            | Kolarz                        | Miejsce                       |
| 151                           | Warren Barguil (FRA)          | 48.                           |
| 152                           | Romain Combaud (FRA)          | 95.                           |
| 153                           | Gijs Leemreize (NED)          | 31.                           |
| 154                           | Enzo Leijnse (NED)            | 109.                          |
| 155                           | Oscar Onley (GBR)             | 19.                           |
| 156                           | Martijn Tusveld (NED)         | 68.                           |
| 157                           | Emīls Liepiņš (LAT) (szosa)   | DNS-5                         |

| Ineos Grenadiers IGD | Ineos Grenadiers IGD             | Ineos Grenadiers IGD |
| -------------------- | -------------------------------- | -------------------- |
| Nr                   | Kolarz                           | Miejsce              |
| 161                  | Carlos Rodríguez (ESP)           | 2.                   |
| 162                  | Jonathan Castroviejo (ESP) (ITT) | 55.                  |
| 163                  | Omar Fraile (ESP)                | DNF-4                |
| 164                  | Ethan Hayter (GBR)               | 18.                  |
| 165                  | Michał Kwiatkowski (POL) (ITT)   | DNF-6                |
| 166                  | Thomas Pidcock (GBR)             | DNS-1                |
| 167                  | Brandon Rivera (COL)             | 26.                  |

| Euskaltel-Euskadi EUS | Euskaltel-Euskadi EUS    | Euskaltel-Euskadi EUS |
| --------------------- | ------------------------ | --------------------- |
| Nr                    | Kolarz                   | Miejsce               |
| 171                   | Gotzon Martín (ESP)      | 84.                   |
| 172                   | Iker Mintegi (ESP)       | 83.                   |
| 173                   | Víctor de la Parte (ESP) | 24.                   |
| 174                   | Xabier Berasategi (ESP)  | 76.                   |
| 175                   | Txomin Juaristi (ESP)    | 62.                   |
| 176                   | James Fouché (NZL)       | 107.                  |
| 177                   | Enekoitz Azparren (ESP)  | 85.                   |

| Decathlon-AG2R La Mondiale DAT | Decathlon-AG2R La Mondiale DAT | Decathlon-AG2R La Mondiale DAT |
| ------------------------------ | ------------------------------ | ------------------------------ |
| Nr                             | Kolarz                         | Miejsce                        |
| 181                            | Felix Gall (AUT)               | DNF-6                          |
| 182                            | Bruno Armirail (FRA)           | 20.                            |
| 183                            | Alex Baudin (FRA)              | 10.                            |
| 184                            | Jaakko Hänninen (FIN)          | 82.                            |
| 185                            | Valentin Retailleau (FRA)      | DNF-6                          |
| 186                            | Paul Lapeira (FRA)             | DNF-6                          |
| 187                            | Nans Peters (FRA)              | 86.                            |

| Equipo Kern Pharma EKP | Equipo Kern Pharma EKP | Equipo Kern Pharma EKP |
| ---------------------- | ---------------------- | ---------------------- |
| Nr                     | Kolarz                 | Miejsce                |
| 191                    | Unai Iribar (ESP)      | 71.                    |
| 192                    | Pablo Castrillo (ESP)  | DNF-6                  |
| 193                    | Iván Cobo (ESP)        | 108.                   |
| 194                    | Jon Agirre (ESP)       | DNF-6                  |
| 195                    | Mikel Retegi (ESP)     | 104.                   |
| 196                    | Pau Miquel (ESP)       | DNF-4                  |
| 197                    | Ibon Ruiz (ESP)        | 29.                    |

| Alpecin-Deceuninck ADC | Alpecin-Deceuninck ADC | Alpecin-Deceuninck ADC |
| ---------------------- | ---------------------- | ---------------------- |
| Nr                     | Kolarz                 | Miejsce                |
| 201                    | Nicola Conci (ITA)     | 46.                    |
| 202                    | Quinten Hermans (BEL)  | DNS-6                  |
| 203                    | Jimmy Janssens (BEL)   | 63.                    |
| 204                    | Juri Hollmann (GER)    | DNS-6                  |
| 205                    | Jason Osborne (GER)    | 56.                    |
| 206                    | Stan Van Tricht (BEL)  | 102.                   |
| 207                    | Luca Vergallito (ITA)  | 28.                    |

| Caja Rural-Seguros RGA CJR | Caja Rural-Seguros RGA CJR       | Caja Rural-Seguros RGA CJR |
| -------------------------- | -------------------------------- | -------------------------- |
| Nr                         | Kolarz                           | Miejsce                    |
| 211                        | Orluis Aular (VEN) (szosa i ITT) | 42.                        |
| 212                        | Sebastian Berwick (AUS)          | DNS-5                      |
| 213                        | Joseba López (ESP)               | 99.                        |
| 214                        | Joel Nicolau (ESP)               | 49.                        |
| 215                        | Eduard Prades (ESP)              | DNF-6                      |
| 216                        | Thomas Silva (URU)               | DNS-6                      |
| 217                        | Gorka Sorarrain (ESP)            | 98.                        |

| Burgos-BH BBH | Burgos-BH BBH            | Burgos-BH BBH |
| ------------- | ------------------------ | ------------- |
| Nr            | Kolarz                   | Miejsce       |
| 221           | José Manuel Díaz (ESP)   | 36.           |
| 222           | Victor Langellotti (MON) | 14.           |
| 223           | Karel Vacek (CZE)        | DNF-6         |
| 224           | Jesús Ezquerra (ESP)     | 66.           |
| 225           | Aaron Gate (NZL) (szosa) | 92.           |
| 226           | Eric Fagundez (URU)      | 52.           |
| 227           | Jetse Bol (NED)          | 96.           |

| Q36.5 Pro Cycling Team Q36 | Q36.5 Pro Cycling Team Q36 | Q36.5 Pro Cycling Team Q36 |
| -------------------------- | -------------------------- | -------------------------- |
| Nr                         | Kolarz                     | Miejsce                    |
| 231                        | Xabier Azparren (ESP)      | 105.                       |
| 232                        | Matteo Badilatti (SUI)     | DNF-6                      |
| 233                        | Filippo Conca (ITA)        | 97.                        |
| 234                        | David de la Cruz (ESP)     | 60.                        |
| 235                        | Mark Donovan (GBR)         | 37.                        |
| 236                        | Carl Fredrik Hagen (NOR)   | 65.                        |
| 237                        | Damien Howson (AUS)        | 59.                        |

| Team Visma \| Lease a Bike TVL | Team Visma \| Lease a Bike TVL | Team Visma \| Lease a Bike TVL |
| ------------------------------ | ------------------------------ | ------------------------------ |
| Nr                             | Kolarz                         | Miejsce                        |
| 1                              | Jonas Vingegaard (DEN)         | DNF-4                          |
| 2                              | Steven Kruijswijk (NED)        | 58.                            |
| 3                              | Sepp Kuss (USA)                | 41.                            |
| 4                              | Loe van Belle (NED)            | DNS-6                          |
| 5                              | Johannes Staune-Mittet (NOR)   | 53.                            |
| 6                              | Ben Tulett (GBR)               | DNS-3                          |
| 7                              | Milan Vader (NED)              | 72.                            |

| Soudal Quick-Step SOQ | Soudal Quick-Step SOQ               | Soudal Quick-Step SOQ |
| --------------------- | ----------------------------------- | --------------------- |
| Nr                    | Kolarz                              | Miejsce               |
| 11                    | Remco Evenepoel (BEL) (szosa i ITT) | DNF-4                 |
| 12                    | Gil Gelders (BEL)                   | DNF-5                 |
| 13                    | James Knox (GBR)                    | DNF-6                 |
| 14                    | Mikel Landa (ESP)                   | DNF-5                 |
| 15                    | William Junior Lecerf (BEL)         | 25.                   |
| 16                    | Pieter Serry (BEL)                  | DNF-6                 |
| 17                    | Louis Vervaeke (BEL)                | DNF-6                 |

| Movistar Team MOV | Movistar Team MOV               | Movistar Team MOV |
| ----------------- | ------------------------------- | ----------------- |
| Nr                | Kolarz                          | Miejsce           |
| 21                | Alex Aranburu (ESP)             | 15.               |
| 22                | Jon Barrenetxea (ESP)           | 67.               |
| 23                | Davide Formolo (ITA)            | 45.               |
| 24                | Pelayo Sánchez (ESP)            | DNF-5             |
| 25                | Gregor Mühlberger (AUT) (szosa) | 54.               |
| 26                | Nelson Oliveira (POR)           | 34.               |
| 27                | Gonzalo Serrano (ESP)           | DNF-5             |

| Bora-Hansgrohe BOH | Bora-Hansgrohe BOH             | Bora-Hansgrohe BOH |
| ------------------ | ------------------------------ | ------------------ |
| Nr                 | Kolarz                         | Miejsce            |
| 31                 | Primož Roglič (SLO)            | DNF-4              |
| 32                 | Roger Adrià (ESP)              | DNF-6              |
| 33                 | Emanuel Buchmann (GER) (szosa) | 32.                |
| 34                 | Jai Hindley (AUS)              | 12.                |
| 35                 | Bob Jungels (LUX)              | 91.                |
| 36                 | Maximilian Schachmann (GER)    | 13.                |
| 37                 | Matteo Sobrero (ITA)           | DNF-6              |

| EF Education-EasyPost EFE | EF Education-EasyPost EFE        | EF Education-EasyPost EFE |
| ------------------------- | -------------------------------- | ------------------------- |
| Nr                        | Kolarz                           | Miejsce                   |
| 41                        | Rigoberto Urán (COL)             | 21.                       |
| 42                        | Jefferson Alexander Cepeda (ECU) | 44.                       |
| 43                        | Esteban Chaves (COL)             | 16.                       |
| 44                        | Sean Quinn (USA)                 | DNF-4                     |
| 45                        | Archie Ryan (IRL)                | 39.                       |
| 46                        | James Shaw (GBR)                 | 50.                       |
| 47                        | Markel Beloki (ESP)              | 89.                       |

| Arkéa-B&B Hotels ARK | Arkéa-B&B Hotels ARK      | Arkéa-B&B Hotels ARK |
| -------------------- | ------------------------- | -------------------- |
| Nr                   | Kolarz                    | Miejsce              |
| 51                   | Clément Champoussin (FRA) | 57.                  |
| 52                   | Élie Gesbert (FRA)        | DNF-4                |
| 53                   | Alessandro Verre (ITA)    | 79.                  |
| 54                   | Anthony Delaplace (FRA)   | 69.                  |
| 55                   | Laurens Huys (BEL)        | 106.                 |
| 56                   | Łukasz Owsian (POL)       | DNS-4                |
| 57                   | Kévin Vauquelin (FRA)     | 8.                   |

| Team Jayco AlUla JAY | Team Jayco AlUla JAY          | Team Jayco AlUla JAY |
| -------------------- | ----------------------------- | -------------------- |
| Nr                   | Kolarz                        | Miejsce              |
| 61                   | Lucas Hamilton (AUS)          | 33.                  |
| 62                   | Davide De Pretto (ITA)        | DNS-6                |
| 63                   | Edward Dunbar (IRL)           | 35.                  |
| 64                   | Felix Engelhardt (GER)        | DNF-6                |
| 65                   | Rudy Porter (AUS)             | 51.                  |
| 66                   | Christopher Juul-Jensen (DEN) | 78.                  |
| 67                   | Mauro Schmid (SUI)            | DNF-6                |

| Lidl-Trek LTK | Lidl-Trek LTK                   | Lidl-Trek LTK |
| ------------- | ------------------------------- | ------------- |
| Nr            | Kolarz                          | Miejsce       |
| 71            | Mattias Skjelmose (DEN) (szosa) | 3.            |
| 72            | Andrea Bagioli (ITA)            | DNF-6         |
| 73            | Julien Bernard (FRA)            | DNF-6         |
| 74            | Fabio Felline (ITA)             | DNF-6         |
| 75            | Tao Geoghegan Hart (GBR)        | 43.           |
| 76            | Bauke Mollema (NED)             | 27.           |
| 77            | Natnael Tesfatsion (ERI)        | DNF-4         |

| Groupama-FDJ GFC | Groupama-FDJ GFC      | Groupama-FDJ GFC |
| ---------------- | --------------------- | ---------------- |
| Nr               | Kolarz                | Miejsce          |
| 81               | David Gaudu (FRA)     | DNS-3            |
| 82               | Lorenzo Germani (ITA) | 101.             |
| 83               | Romain Grégoire (FRA) | 38.              |
| 84               | Quentin Pacher (FRA)  | 23.              |
| 85               | Rémy Rochas (FRA)     | 70.              |
| 86               | Clément Russo (FRA)   | DNF-6            |
| 87               | Reuben Thompson (NZL) | 88.              |

| Cofidis COF | Cofidis COF           | Cofidis COF |
| ----------- | --------------------- | ----------- |
| Nr          | Kolarz                | Miejsce     |
| 91          | Ion Izagirre (ESP)    | 9.          |
| 92          | Thomas Champion (FRA) | 93.         |
| 93          | Simon Geschke (GER)   | 22.         |
| 94          | Gorka Izagirre (ESP)  | DNF-6       |
| 95          | Jonathan Lastra (ESP) | DNF-4       |
| 96          | Stefano Oldani (ITA)  | DNS-4       |
| 97          | Harrison Wood (GBR)   | 87.         |

| UAE Team Emirates UAD | UAE Team Emirates UAD       | UAE Team Emirates UAD |
| --------------------- | --------------------------- | --------------------- |
| Nr                    | Kolarz                      | Miejsce               |
| 101                   | Juan Ayuso (ESP)            | 1.                    |
| 102                   | Igor Arrieta (ESP)          | 61.                   |
| 103                   | Sjoerd Bax (NED)            | 81.                   |
| 104                   | Isaac Del Toro (MEX)        | 7.                    |
| 105                   | Brandon McNulty (USA) (ITT) | 5.                    |
| 106                   | Marc Soler (ESP)            | 4.                    |
| 107                   | Jay Vine (AUS)              | DNF-4                 |

| Bahrain Victorious TBV | Bahrain Victorious TBV      | Bahrain Victorious TBV |
| ---------------------- | --------------------------- | ---------------------- |
| Nr                     | Kolarz                      | Miejsce                |
| 111                    | Pello Bilbao (ESP)          | 6.                     |
| 112                    | Yukiya Arashiro (JPN)       | DNF-6                  |
| 113                    | Nikias Arndt (GER)          | DNF-6                  |
| 114                    | Santiago Buitrago (COL)     | 11.                    |
| 115                    | Johan Price-Pejtersen (DEN) | DNF-5                  |
| 116                    | Jasha Sütterlin (GER)       | 94.                    |
| 117                    | Edoardo Zambanini (ITA)     | 30.                    |

| Intermarché-Wanty IWA | Intermarché-Wanty IWA     | Intermarché-Wanty IWA |
| --------------------- | ------------------------- | --------------------- |
| Nr                    | Kolarz                    | Miejsce               |
| 121                   | Louis Meintjes (RSA)      | 40.                   |
| 122                   | Vito Braet (BEL)          | DNS-6                 |
| 123                   | Alexy Faure Prost (FRA)   | 77.                   |
| 124                   | Tom Paquot (BEL)          | DNF-6                 |
| 125                   | Kevin Colleoni (ITA)      | 64.                   |
| 126                   | Lorenzo Rota (ITA)        | DNF-6                 |
| 127                   | Rein Taaramäe (EST) (ITT) | 73.                   |

| Astana Qazaqstan Team AST | Astana Qazaqstan Team AST     | Astana Qazaqstan Team AST |
| ------------------------- | ----------------------------- | ------------------------- |
| Nr                        | Kolarz                        | Miejsce                   |
| 131                       | Samuele Battistella (ITA)     | DNF-6                     |
| 132                       | Gleb Brusienski (KAZ) (szosa) | DNF-2                     |
| 133                       | Igor Czżan (KAZ)              | DNF-6                     |
| 134                       | Gianmarco Garofoli (ITA)      | 47.                       |
| 135                       | Harold Martín López (ECU)     | 74.                       |
| 136                       | Ide Schelling (NED)           | DNS-4                     |
| 137                       | Anton Kuzmin (KAZ)            | DNF-6                     |

| TotalEnergies TEN | TotalEnergies TEN        | TotalEnergies TEN |
| ----------------- | ------------------------ | ----------------- |
| Nr                | Kolarz                   | Miejsce           |
| 141               | Mathieu Burgaudeau (FRA) | 100.              |
| 142               | Steff Cras (BEL)         | DNF-4             |
| 143               | Fabien Doubey (FRA)      | 80.               |
| 144               | Jordan Jegat (FRA)       | 17.               |
| 145               | Alan Jousseaume (FRA)    | 90.               |
| 146               | Fabien Grellier (FRA)    | 103.              |
| 147               | Alexis Vuillermoz (FRA)  | 75.               |

| Team dsm-firmenich PostNL DFP | Team dsm-firmenich PostNL DFP | Team dsm-firmenich PostNL DFP |
| ----------------------------- | ----------------------------- | ----------------------------- |
| Nr                            | Kolarz                        | Miejsce                       |
| 151                           | Warren Barguil (FRA)          | 48.                           |
| 152                           | Romain Combaud (FRA)          | 95.                           |
| 153                           | Gijs Leemreize (NED)          | 31.                           |
| 154                           | Enzo Leijnse (NED)            | 109.                          |
| 155                           | Oscar Onley (GBR)             | 19.                           |
| 156                           | Martijn Tusveld (NED)         | 68.                           |
| 157                           | Emīls Liepiņš (LAT) (szosa)   | DNS-5                         |

| Ineos Grenadiers IGD | Ineos Grenadiers IGD             | Ineos Grenadiers IGD |
| -------------------- | -------------------------------- | -------------------- |
| Nr                   | Kolarz                           | Miejsce              |
| 161                  | Carlos Rodríguez (ESP)           | 2.                   |
| 162                  | Jonathan Castroviejo (ESP) (ITT) | 55.                  |
| 163                  | Omar Fraile (ESP)                | DNF-4                |
| 164                  | Ethan Hayter (GBR)               | 18.                  |
| 165                  | Michał Kwiatkowski (POL) (ITT)   | DNF-6                |
| 166                  | Thomas Pidcock (GBR)             | DNS-1                |
| 167                  | Brandon Rivera (COL)             | 26.                  |

| Euskaltel-Euskadi EUS | Euskaltel-Euskadi EUS    | Euskaltel-Euskadi EUS |
| --------------------- | ------------------------ | --------------------- |
| Nr                    | Kolarz                   | Miejsce               |
| 171                   | Gotzon Martín (ESP)      | 84.                   |
| 172                   | Iker Mintegi (ESP)       | 83.                   |
| 173                   | Víctor de la Parte (ESP) | 24.                   |
| 174                   | Xabier Berasategi (ESP)  | 76.                   |
| 175                   | Txomin Juaristi (ESP)    | 62.                   |
| 176                   | James Fouché (NZL)       | 107.                  |
| 177                   | Enekoitz Azparren (ESP)  | 85.                   |

| Decathlon-AG2R La Mondiale DAT | Decathlon-AG2R La Mondiale DAT | Decathlon-AG2R La Mondiale DAT |
| ------------------------------ | ------------------------------ | ------------------------------ |
| Nr                             | Kolarz                         | Miejsce                        |
| 181                            | Felix Gall (AUT)               | DNF-6                          |
| 182                            | Bruno Armirail (FRA)           | 20.                            |
| 183                            | Alex Baudin (FRA)              | 10.                            |
| 184                            | Jaakko Hänninen (FIN)          | 82.                            |
| 185                            | Valentin Retailleau (FRA)      | DNF-6                          |
| 186                            | Paul Lapeira (FRA)             | DNF-6                          |
| 187                            | Nans Peters (FRA)              | 86.                            |

| Equipo Kern Pharma EKP | Equipo Kern Pharma EKP | Equipo Kern Pharma EKP |
| ---------------------- | ---------------------- | ---------------------- |
| Nr                     | Kolarz                 | Miejsce                |
| 191                    | Unai Iribar (ESP)      | 71.                    |
| 192                    | Pablo Castrillo (ESP)  | DNF-6                  |
| 193                    | Iván Cobo (ESP)        | 108.                   |
| 194                    | Jon Agirre (ESP)       | DNF-6                  |
| 195                    | Mikel Retegi (ESP)     | 104.                   |
| 196                    | Pau Miquel (ESP)       | DNF-4                  |
| 197                    | Ibon Ruiz (ESP)        | 29.                    |

| Alpecin-Deceuninck ADC | Alpecin-Deceuninck ADC | Alpecin-Deceuninck ADC |
| ---------------------- | ---------------------- | ---------------------- |
| Nr                     | Kolarz                 | Miejsce                |
| 201                    | Nicola Conci (ITA)     | 46.                    |
| 202                    | Quinten Hermans (BEL)  | DNS-6                  |
| 203                    | Jimmy Janssens (BEL)   | 63.                    |
| 204                    | Juri Hollmann (GER)    | DNS-6                  |
| 205                    | Jason Osborne (GER)    | 56.                    |
| 206                    | Stan Van Tricht (BEL)  | 102.                   |
| 207                    | Luca Vergallito (ITA)  | 28.                    |

| Caja Rural-Seguros RGA CJR | Caja Rural-Seguros RGA CJR       | Caja Rural-Seguros RGA CJR |
| -------------------------- | -------------------------------- | -------------------------- |
| Nr                         | Kolarz                           | Miejsce                    |
| 211                        | Orluis Aular (VEN) (szosa i ITT) | 42.                        |
| 212                        | Sebastian Berwick (AUS)          | DNS-5                      |
| 213                        | Joseba López (ESP)               | 99.                        |
| 214                        | Joel Nicolau (ESP)               | 49.                        |
| 215                        | Eduard Prades (ESP)              | DNF-6                      |
| 216                        | Thomas Silva (URU)               | DNS-6                      |
| 217                        | Gorka Sorarrain (ESP)            | 98.                        |

| Burgos-BH BBH | Burgos-BH BBH            | Burgos-BH BBH |
| ------------- | ------------------------ | ------------- |
| Nr            | Kolarz                   | Miejsce       |
| 221           | José Manuel Díaz (ESP)   | 36.           |
| 222           | Victor Langellotti (MON) | 14.           |
| 223           | Karel Vacek (CZE)        | DNF-6         |
| 224           | Jesús Ezquerra (ESP)     | 66.           |
| 225           | Aaron Gate (NZL) (szosa) | 92.           |
| 226           | Eric Fagundez (URU)      | 52.           |
| 227           | Jetse Bol (NED)          | 96.           |

| Q36.5 Pro Cycling Team Q36 | Q36.5 Pro Cycling Team Q36 | Q36.5 Pro Cycling Team Q36 |
| -------------------------- | -------------------------- | -------------------------- |
| Nr                         | Kolarz                     | Miejsce                    |
| 231                        | Xabier Azparren (ESP)      | 105.                       |
| 232                        | Matteo Badilatti (SUI)     | DNF-6                      |
| 233                        | Filippo Conca (ITA)        | 97.                        |
| 234                        | David de la Cruz (ESP)     | 60.                        |
| 235                        | Mark Donovan (GBR)         | 37.                        |
| 236                        | Carl Fredrik Hagen (NOR)   | 65.                        |
| 237                        | Damien Howson (AUS)        | 59.                        |

Legenda: DNF – nie ukończył etapu, OTL – przekroczył limit czasu, DNS – nie wystartował do etapu, DSQ – zdyskwalifikowany. Numer przy skrócie oznacza etap, na którym kolarz opuścił wyścig.

## Wyniki etapów

### Etap 1
| Irun - Irun | jazda indywidualna na czas | (10 km) |

| \| Klasyfikacja etapu \| Klasyfikacja etapu \| Klasyfikacja etapu \| Klasyfikacja etapu \| Klasyfikacja etapu \| \| Kolarz \| Kolarz \| Państwo \| Drużyna \| Czas \| \| ------------------ \| --------------------- \| ------------------ \| -------------------------- \| ------------------ \| \| 1. \| Primož Roglič \| Słowenia \| Bora-Hansgrohe \| 12' 34" \| \| 2. \| Jay Vine \| Australia \| UAE Team Emirates \| + 7" \| \| 3. \| Mattias Skjelmose \| Dania \| Lidl-Trek \| + 10" \| \| 4. \| Remco Evenepoel \| Belgia \| Soudal Quick-Step \| + 11" \| \| 5. \| Jonas Vingegaard \| Dania \| Team Visma \\| Lease a Bike \| + 15" \| \| 6. \| Kévin Vauquelin \| Francja \| Arkéa-B&B Hotels \| + 16" \| \| 7. \| Juan Ayuso \| Hiszpania \| UAE Team Emirates \| + 16" \| \| 8. \| Maximilian Schachmann \| Niemcy \| Bora-Hansgrohe \| + 16" \| \| 9. \| Ethan Hayter \| Wielka Brytania \| Ineos Grenadiers \| + 19" \| \| 10. \| Ion Izagirre \| Hiszpania \| Cofidis \| + 21" \| |                       |                 |                            |         |
| |                       |                 |                            |         |
| Źródło: ProCyclingStats |                       |                 |                            |         |
| Klasyfikacja etapu |                       |                 |                            |         |
| Kolarz | Kolarz                | Państwo         | Drużyna                    | Czas    |
| 1. | Primož Roglič         | Słowenia        | Bora-Hansgrohe             | 12' 34" |
| 2. | Jay Vine              | Australia       | UAE Team Emirates          | + 7"    |
| 3. | Mattias Skjelmose     | Dania           | Lidl-Trek                  | + 10"   |
| 4. | Remco Evenepoel       | Belgia          | Soudal Quick-Step          | + 11"   |
| 5. | Jonas Vingegaard      | Dania           | Team Visma \| Lease a Bike | + 15"   |
| 6. | Kévin Vauquelin       | Francja         | Arkéa-B&B Hotels           | + 16"   |
| 7. | Juan Ayuso            | Hiszpania       | UAE Team Emirates          | + 16"   |
| 8. | Maximilian Schachmann | Niemcy          | Bora-Hansgrohe             | + 16"   |
| 9. | Ethan Hayter          | Wielka Brytania | Ineos Grenadiers           | + 19"   |
| 10. | Ion Izagirre          | Hiszpania       | Cofidis                    | + 21"   |

| \| Klasyfikacja generalna \| Klasyfikacja generalna \| Klasyfikacja generalna \| Klasyfikacja generalna \| Klasyfikacja generalna \| \| Kolarz \| Kolarz \| Państwo \| Drużyna \| Czas \| \| ---------------------- \| ---------------------- \| ---------------------- \| -------------------------- \| ---------------------- \| \| 1. \| Primož Roglič \| Słowenia \| Bora-Hansgrohe \| 12' 34" \| \| 2. \| Jay Vine \| Australia \| UAE Team Emirates \| + 7" \| \| 3. \| Mattias Skjelmose \| Dania \| Lidl-Trek \| + 10" \| \| 4. \| Remco Evenepoel \| Belgia \| Soudal Quick-Step \| + 11" \| \| 5. \| Jonas Vingegaard \| Dania \| Team Visma \\| Lease a Bike \| + 15" \| \| 6. \| Kévin Vauquelin \| Francja \| Arkéa-B&B Hotels \| + 16" \| \| 7. \| Juan Ayuso \| Hiszpania \| UAE Team Emirates \| + 16" \| \| 8. \| Maximilian Schachmann \| Niemcy \| Bora-Hansgrohe \| + 16" \| \| 9. \| Ethan Hayter \| Wielka Brytania \| Ineos Grenadiers \| + 19" \| \| 10. \| Ion Izagirre \| Hiszpania \| Cofidis \| + 21" \| |                       |                 |                            |         |
| |                       |                 |                            |         |
| Źródło: ProCyclingStats |                       |                 |                            |         |
| Klasyfikacja generalna |                       |                 |                            |         |
| Kolarz | Kolarz                | Państwo         | Drużyna                    | Czas    |
| 1. | Primož Roglič         | Słowenia        | Bora-Hansgrohe             | 12' 34" |
| 2. | Jay Vine              | Australia       | UAE Team Emirates          | + 7"    |
| 3. | Mattias Skjelmose     | Dania           | Lidl-Trek                  | + 10"   |
| 4. | Remco Evenepoel       | Belgia          | Soudal Quick-Step          | + 11"   |
| 5. | Jonas Vingegaard      | Dania           | Team Visma \| Lease a Bike | + 15"   |
| 6. | Kévin Vauquelin       | Francja         | Arkéa-B&B Hotels           | + 16"   |
| 7. | Juan Ayuso            | Hiszpania       | UAE Team Emirates          | + 16"   |
| 8. | Maximilian Schachmann | Niemcy          | Bora-Hansgrohe             | + 16"   |
| 9. | Ethan Hayter          | Wielka Brytania | Ineos Grenadiers           | + 19"   |
| 10. | Ion Izagirre          | Hiszpania       | Cofidis                    | + 21"   |

### Etap 2
| Irun - Cambo-les-Bains | pagórkowaty | (160 km) |

| \| Klasyfikacja etapu \| Klasyfikacja etapu \| Klasyfikacja etapu \| Klasyfikacja etapu \| Klasyfikacja etapu \| \| Kolarz \| Kolarz \| Państwo \| Drużyna \| Czas \| \| ------------------ \| ------------------- \| ------------------ \| -------------------------- \| ------------------ \| \| 1. \| Paul Lapeira \| Francja \| Decathlon-AG2R La Mondiale \| 3h 42' 28" \| \| 2. \| Samuele Battistella \| Włochy \| Astana Qazaqstan Team \| + 0" \| \| 3. \| Louis Vervaeke \| Belgia \| Soudal Quick-Step \| + 0" \| \| 4. \| Pau Miquel \| Hiszpania \| Equipo Kern Pharma \| + 0" \| \| 5. \| Alex Aranburu \| Hiszpania \| Movistar Team \| + 0" \| \| 6. \| Thomas Silva \| Urugwaj \| Caja Rural-Seguros RGA \| + 0" \| \| 7. \| Valentin Retailleau \| Francja \| Decathlon-AG2R La Mondiale \| + 0" \| \| 8. \| Gonzalo Serrano \| Hiszpania \| Movistar Team \| + 0" \| \| 9. \| Brandon McNulty \| Stany Zjednoczone \| UAE Team Emirates \| + 0" \| \| 10. \| Quinten Hermans \| Belgia \| Alpecin-Deceuninck \| + 0" \| |                     |                   |                            |            |
| |                     |                   |                            |            |
| Źródło: ProCyclingStats |                     |                   |                            |            |
| Klasyfikacja etapu |                     |                   |                            |            |
| Kolarz | Kolarz              | Państwo           | Drużyna                    | Czas       |
| 1. | Paul Lapeira        | Francja           | Decathlon-AG2R La Mondiale | 3h 42' 28" |
| 2. | Samuele Battistella | Włochy            | Astana Qazaqstan Team      | + 0"       |
| 3. | Louis Vervaeke      | Belgia            | Soudal Quick-Step          | + 0"       |
| 4. | Pau Miquel          | Hiszpania         | Equipo Kern Pharma         | + 0"       |
| 5. | Alex Aranburu       | Hiszpania         | Movistar Team              | + 0"       |
| 6. | Thomas Silva        | Urugwaj           | Caja Rural-Seguros RGA     | + 0"       |
| 7. | Valentin Retailleau | Francja           | Decathlon-AG2R La Mondiale | + 0"       |
| 8. | Gonzalo Serrano     | Hiszpania         | Movistar Team              | + 0"       |
| 9. | Brandon McNulty     | Stany Zjednoczone | UAE Team Emirates          | + 0"       |
| 10. | Quinten Hermans     | Belgia            | Alpecin-Deceuninck         | + 0"       |

| \| Klasyfikacja generalna \| Klasyfikacja generalna \| Klasyfikacja generalna \| Klasyfikacja generalna \| Klasyfikacja generalna \| \| Kolarz \| Kolarz \| Państwo \| Drużyna \| Czas \| \| ---------------------- \| ---------------------- \| ---------------------- \| -------------------------- \| ---------------------- \| \| 1. \| Primož Roglič \| Słowenia \| Bora-Hansgrohe \| 3h 55' 02" \| \| 2. \| Mattias Skjelmose \| Dania \| Lidl-Trek \| + 10" \| \| 3. \| Remco Evenepoel \| Belgia \| Soudal Quick-Step \| + 10" \| \| 4. \| Juan Ayuso \| Hiszpania \| UAE Team Emirates \| + 14" \| \| 5. \| Jonas Vingegaard \| Dania \| Team Visma \\| Lease a Bike \| + 15" \| \| 6. \| Kévin Vauquelin \| Francja \| Arkéa-B&B Hotels \| + 16" \| \| 7. \| Maximilian Schachmann \| Niemcy \| Bora-Hansgrohe \| + 16" \| \| 8. \| Brandon McNulty \| Stany Zjednoczone \| UAE Team Emirates \| + 23" \| \| 9. \| Bruno Armirail \| Francja \| Decathlon-AG2R La Mondiale \| + 24" \| \| 10. \| Pello Bilbao \| Hiszpania \| Bahrain Victorious \| + 25" \| |                       |                   |                            |            |
| |                       |                   |                            |            |
| Źródło: ProCyclingStats |                       |                   |                            |            |
| Klasyfikacja generalna |                       |                   |                            |            |
| Kolarz | Kolarz                | Państwo           | Drużyna                    | Czas       |
| 1. | Primož Roglič         | Słowenia          | Bora-Hansgrohe             | 3h 55' 02" |
| 2. | Mattias Skjelmose     | Dania             | Lidl-Trek                  | + 10"      |
| 3. | Remco Evenepoel       | Belgia            | Soudal Quick-Step          | + 10"      |
| 4. | Juan Ayuso            | Hiszpania         | UAE Team Emirates          | + 14"      |
| 5. | Jonas Vingegaard      | Dania             | Team Visma \| Lease a Bike | + 15"      |
| 6. | Kévin Vauquelin       | Francja           | Arkéa-B&B Hotels           | + 16"      |
| 7. | Maximilian Schachmann | Niemcy            | Bora-Hansgrohe             | + 16"      |
| 8. | Brandon McNulty       | Stany Zjednoczone | UAE Team Emirates          | + 23"      |
| 9. | Bruno Armirail        | Francja           | Decathlon-AG2R La Mondiale | + 24"      |
| 10. | Pello Bilbao          | Hiszpania         | Bahrain Victorious         | + 25"      |

### Etap 3
| Espelette - Altsasu | górzysty | (190,9 km) |

| \| Klasyfikacja etapu \| Klasyfikacja etapu \| Klasyfikacja etapu \| Klasyfikacja etapu \| Klasyfikacja etapu \| \| Kolarz \| Kolarz \| Państwo \| Drużyna \| Czas \| \| ------------------ \| ------------------- \| ------------------ \| -------------------------- \| ------------------ \| \| 1. \| Quinten Hermans \| Belgia \| Alpecin-Deceuninck \| 4h 40' 59" \| \| 2. \| Edoardo Zambanini \| Włochy \| Bahrain Victorious \| + 0" \| \| 3. \| Alex Aranburu \| Hiszpania \| Movistar Team \| + 0" \| \| 4. \| Davide De Pretto \| Włochy \| Team Jayco AlUla \| + 0" \| \| 5. \| Nikias Arndt \| Niemcy \| Bahrain Victorious \| + 0" \| \| 6. \| Ethan Hayter \| Wielka Brytania \| Ineos Grenadiers \| + 0" \| \| 7. \| Romain Grégoire \| Francja \| Groupama-FDJ \| + 0" \| \| 8. \| Kévin Vauquelin \| Francja \| Arkéa-B&B Hotels \| + 0" \| \| 9. \| Vito Braet \| Belgia \| Intermarché-Wanty \| + 0" \| \| 10. \| Valentin Retailleau \| Francja \| Decathlon-AG2R La Mondiale \| + 0" \| |                     |                 |                            |            |
| |                     |                 |                            |            |
| Źródło: ProCyclingStats |                     |                 |                            |            |
| Klasyfikacja etapu |                     |                 |                            |            |
| Kolarz | Kolarz              | Państwo         | Drużyna                    | Czas       |
| 1. | Quinten Hermans     | Belgia          | Alpecin-Deceuninck         | 4h 40' 59" |
| 2. | Edoardo Zambanini   | Włochy          | Bahrain Victorious         | + 0"       |
| 3. | Alex Aranburu       | Hiszpania       | Movistar Team              | + 0"       |
| 4. | Davide De Pretto    | Włochy          | Team Jayco AlUla           | + 0"       |
| 5. | Nikias Arndt        | Niemcy          | Bahrain Victorious         | + 0"       |
| 6. | Ethan Hayter        | Wielka Brytania | Ineos Grenadiers           | + 0"       |
| 7. | Romain Grégoire     | Francja         | Groupama-FDJ               | + 0"       |
| 8. | Kévin Vauquelin     | Francja         | Arkéa-B&B Hotels           | + 0"       |
| 9. | Vito Braet          | Belgia          | Intermarché-Wanty          | + 0"       |
| 10. | Valentin Retailleau | Francja         | Decathlon-AG2R La Mondiale | + 0"       |

| \| Klasyfikacja generalna \| Klasyfikacja generalna \| Klasyfikacja generalna \| Klasyfikacja generalna \| Klasyfikacja generalna \| \| Kolarz \| Kolarz \| Państwo \| Drużyna \| Czas \| \| ---------------------- \| ---------------------- \| ---------------------- \| -------------------------- \| ---------------------- \| \| 1. \| Primož Roglič \| Słowenia \| Bora-Hansgrohe \| 8h 36' 01" \| \| 2. \| Remco Evenepoel \| Belgia \| Soudal Quick-Step \| + 7" \| \| 3. \| Mattias Skjelmose \| Dania \| Lidl-Trek \| + 10" \| \| 4. \| Juan Ayuso \| Hiszpania \| UAE Team Emirates \| + 14" \| \| 5. \| Jonas Vingegaard \| Dania \| Team Visma \\| Lease a Bike \| + 14" \| \| 6. \| Kévin Vauquelin \| Francja \| Arkéa-B&B Hotels \| + 16" \| \| 7. \| Maximilian Schachmann \| Niemcy \| Bora-Hansgrohe \| + 16" \| \| 8. \| Brandon McNulty \| Stany Zjednoczone \| UAE Team Emirates \| + 23" \| \| 9. \| Bruno Armirail \| Francja \| Decathlon-AG2R La Mondiale \| + 24" \| \| 10. \| Pello Bilbao \| Hiszpania \| Bahrain Victorious \| + 25" \| |                       |                   |                            |            |
| |                       |                   |                            |            |
| Źródło: ProCyclingStats |                       |                   |                            |            |
| Klasyfikacja generalna |                       |                   |                            |            |
| Kolarz | Kolarz                | Państwo           | Drużyna                    | Czas       |
| 1. | Primož Roglič         | Słowenia          | Bora-Hansgrohe             | 8h 36' 01" |
| 2. | Remco Evenepoel       | Belgia            | Soudal Quick-Step          | + 7"       |
| 3. | Mattias Skjelmose     | Dania             | Lidl-Trek                  | + 10"      |
| 4. | Juan Ayuso            | Hiszpania         | UAE Team Emirates          | + 14"      |
| 5. | Jonas Vingegaard      | Dania             | Team Visma \| Lease a Bike | + 14"      |
| 6. | Kévin Vauquelin       | Francja           | Arkéa-B&B Hotels           | + 16"      |
| 7. | Maximilian Schachmann | Niemcy            | Bora-Hansgrohe             | + 16"      |
| 8. | Brandon McNulty       | Stany Zjednoczone | UAE Team Emirates          | + 23"      |
| 9. | Bruno Armirail        | Francja           | Decathlon-AG2R La Mondiale | + 24"      |
| 10. | Pello Bilbao          | Hiszpania         | Bahrain Victorious         | + 25"      |

### Etap 4
| Etxarri Aranatz - Legutiano | górzysty | (157,5 km) |

| \| Klasyfikacja etapu \| Klasyfikacja etapu \| Klasyfikacja etapu \| Klasyfikacja etapu \| Klasyfikacja etapu \| \| Kolarz \| Kolarz \| Państwo \| Drużyna \| Czas \| \| ------------------ \| ------------------ \| ------------------ \| ---------------------- \| ------------------ \| \| 1. \| Louis Meintjes \| Południowa Afryka \| Intermarché-Wanty \| 4h 21' 15" \| \| 2. \| Reuben Thompson \| Nowa Zelandia \| Groupama-FDJ \| + 0" \| \| 3. \| Karel Vacek \| Czechy \| Burgos-BH \| + 0" \| \| 4. \| Mikel Retegi \| Hiszpania \| Equipo Kern Pharma \| + 0" \| \| 5. \| Mathieu Burgaudeau \| Francja \| TotalEnergies \| + 0" \| \| 6. \| Joseba López \| Hiszpania \| Caja Rural-Seguros RGA \| + 0" \| \| 7. \| Lorenzo Rota \| Włochy \| Intermarché-Wanty \| + 0" \| \| 8. \| Kevin Colleoni \| Włochy \| Intermarché-Wanty \| + 0" \| \| 9. \| Iván Cobo \| Hiszpania \| Equipo Kern Pharma \| + 0" \| \| 10. \| José Manuel Díaz \| Hiszpania \| Burgos-BH \| + 0" \| |                    |                   |                        |            |
| |                    |                   |                        |            |
| Źródło: ProCyclingStats |                    |                   |                        |            |
| Klasyfikacja etapu |                    |                   |                        |            |
| Kolarz | Kolarz             | Państwo           | Drużyna                | Czas       |
| 1. | Louis Meintjes     | Południowa Afryka | Intermarché-Wanty      | 4h 21' 15" |
| 2. | Reuben Thompson    | Nowa Zelandia     | Groupama-FDJ           | + 0"       |
| 3. | Karel Vacek        | Czechy            | Burgos-BH              | + 0"       |
| 4. | Mikel Retegi       | Hiszpania         | Equipo Kern Pharma     | + 0"       |
| 5. | Mathieu Burgaudeau | Francja           | TotalEnergies          | + 0"       |
| 6. | Joseba López       | Hiszpania         | Caja Rural-Seguros RGA | + 0"       |
| 7. | Lorenzo Rota       | Włochy            | Intermarché-Wanty      | + 0"       |
| 8. | Kevin Colleoni     | Włochy            | Intermarché-Wanty      | + 0"       |
| 9. | Iván Cobo          | Hiszpania         | Equipo Kern Pharma     | + 0"       |
| 10. | José Manuel Díaz   | Hiszpania         | Burgos-BH              | + 0"       |

| \| Klasyfikacja generalna \| Klasyfikacja generalna \| Klasyfikacja generalna \| Klasyfikacja generalna \| Klasyfikacja generalna \| \| Kolarz \| Kolarz \| Państwo \| Drużyna \| Czas \| \| ---------------------- \| ---------------------- \| ---------------------- \| -------------------------- \| ---------------------- \| \| 1. \| Mattias Skjelmose \| Dania \| Lidl-Trek \| 8h 36' 11" \| \| 2. \| Juan Ayuso \| Hiszpania \| UAE Team Emirates \| + 4" \| \| 3. \| Kévin Vauquelin \| Francja \| Arkéa-B&B Hotels \| + 6" \| \| 4. \| Maximilian Schachmann \| Niemcy \| Bora-Hansgrohe \| + 6" \| \| 5. \| Brandon McNulty \| Stany Zjednoczone \| UAE Team Emirates \| + 13" \| \| 6. \| Bruno Armirail \| Francja \| Decathlon-AG2R La Mondiale \| + 14" \| \| 7. \| Pello Bilbao \| Hiszpania \| Bahrain Victorious \| + 15" \| \| 8. \| Paul Lapeira \| Francja \| Decathlon-AG2R La Mondiale \| + 16" \| \| 9. \| Nelson Oliveira \| Portugalia \| Movistar Team \| + 18" \| \| 10. \| Romain Grégoire \| Francja \| Groupama-FDJ \| + 18" \| |                       |                   |                            |            |
| |                       |                   |                            |            |
| Źródło: ProCyclingStats |                       |                   |                            |            |
| Klasyfikacja generalna |                       |                   |                            |            |
| Kolarz | Kolarz                | Państwo           | Drużyna                    | Czas       |
| 1. | Mattias Skjelmose     | Dania             | Lidl-Trek                  | 8h 36' 11" |
| 2. | Juan Ayuso            | Hiszpania         | UAE Team Emirates          | + 4"       |
| 3. | Kévin Vauquelin       | Francja           | Arkéa-B&B Hotels           | + 6"       |
| 4. | Maximilian Schachmann | Niemcy            | Bora-Hansgrohe             | + 6"       |
| 5. | Brandon McNulty       | Stany Zjednoczone | UAE Team Emirates          | + 13"      |
| 6. | Bruno Armirail        | Francja           | Decathlon-AG2R La Mondiale | + 14"      |
| 7. | Pello Bilbao          | Hiszpania         | Bahrain Victorious         | + 15"      |
| 8. | Paul Lapeira          | Francja           | Decathlon-AG2R La Mondiale | + 16"      |
| 9. | Nelson Oliveira       | Portugalia        | Movistar Team              | + 18"      |
| 10. | Romain Grégoire       | Francja           | Groupama-FDJ               | + 18"      |

### Etap 5
| Vitoria-Gasteiz - Amorebieta-Etxano | górzysty | (175,9 km) |

| \| Klasyfikacja etapu \| Klasyfikacja etapu \| Klasyfikacja etapu \| Klasyfikacja etapu \| Klasyfikacja etapu \| \| Kolarz \| Kolarz \| Państwo \| Drużyna \| Czas \| \| ------------------ \| --------------------- \| ------------------ \| ---------------------- \| ------------------ \| \| 1. \| Romain Grégoire \| Francja \| Groupama-FDJ \| 3h 43' 28" \| \| 2. \| Orluis Aular \| Wenezuela \| Caja Rural-Seguros RGA \| + 0" \| \| 3. \| Maximilian Schachmann \| Niemcy \| Bora-Hansgrohe \| + 0" \| \| 4. \| Quentin Pacher \| Francja \| Groupama-FDJ \| + 0" \| \| 5. \| Alex Aranburu \| Hiszpania \| Movistar Team \| + 0" \| \| 6. \| Santiago Buitrago \| Kolumbia \| Bahrain Victorious \| + 0" \| \| 7. \| Pello Bilbao \| Hiszpania \| Bahrain Victorious \| + 0" \| \| 8. \| Damien Howson \| Australia \| Q36.5 Pro Cycling Team \| + 0" \| \| 9. \| Samuele Battistella \| Włochy \| Astana Qazaqstan Team \| + 0" \| \| 10. \| Carlos Rodríguez \| Hiszpania \| Ineos Grenadiers \| + 0" \| |                       |           |                        |            |
| |                       |           |                        |            |
| Źródło: ProCyclingStats |                       |           |                        |            |
| Klasyfikacja etapu |                       |           |                        |            |
| Kolarz | Kolarz                | Państwo   | Drużyna                | Czas       |
| 1. | Romain Grégoire       | Francja   | Groupama-FDJ           | 3h 43' 28" |
| 2. | Orluis Aular          | Wenezuela | Caja Rural-Seguros RGA | + 0"       |
| 3. | Maximilian Schachmann | Niemcy    | Bora-Hansgrohe         | + 0"       |
| 4. | Quentin Pacher        | Francja   | Groupama-FDJ           | + 0"       |
| 5. | Alex Aranburu         | Hiszpania | Movistar Team          | + 0"       |
| 6. | Santiago Buitrago     | Kolumbia  | Bahrain Victorious     | + 0"       |
| 7. | Pello Bilbao          | Hiszpania | Bahrain Victorious     | + 0"       |
| 8. | Damien Howson         | Australia | Q36.5 Pro Cycling Team | + 0"       |
| 9. | Samuele Battistella   | Włochy    | Astana Qazaqstan Team  | + 0"       |
| 10. | Carlos Rodríguez      | Hiszpania | Ineos Grenadiers       | + 0"       |

| \| Klasyfikacja generalna \| Klasyfikacja generalna \| Klasyfikacja generalna \| Klasyfikacja generalna \| Klasyfikacja generalna \| \| Kolarz \| Kolarz \| Państwo \| Drużyna \| Czas \| \| ---------------------- \| ---------------------- \| ---------------------- \| -------------------------- \| ---------------------- \| \| 1. \| Mattias Skjelmose \| Dania \| Lidl-Trek \| 12h 19' 39" \| \| 2. \| Maximilian Schachmann \| Niemcy \| Bora-Hansgrohe \| + 2" \| \| 3. \| Juan Ayuso \| Hiszpania \| UAE Team Emirates \| + 4" \| \| 4. \| Kévin Vauquelin \| Francja \| Arkéa-B&B Hotels \| + 6" \| \| 5. \| Romain Grégoire \| Francja \| Groupama-FDJ \| + 8" \| \| 6. \| Brandon McNulty \| Stany Zjednoczone \| UAE Team Emirates \| + 13" \| \| 7. \| Bruno Armirail \| Francja \| Decathlon-AG2R La Mondiale \| + 14" \| \| 8. \| Pello Bilbao \| Hiszpania \| Bahrain Victorious \| + 15" \| \| 9. \| Alex Aranburu \| Hiszpania \| Movistar Team \| + 23" \| \| 10. \| Jordan Jegat \| Francja \| TotalEnergies \| + 30" \| |                       |                   |                            |             |
| |                       |                   |                            |             |
| Źródło: ProCyclingStats |                       |                   |                            |             |
| Klasyfikacja generalna |                       |                   |                            |             |
| Kolarz | Kolarz                | Państwo           | Drużyna                    | Czas        |
| 1. | Mattias Skjelmose     | Dania             | Lidl-Trek                  | 12h 19' 39" |
| 2. | Maximilian Schachmann | Niemcy            | Bora-Hansgrohe             | + 2"        |
| 3. | Juan Ayuso            | Hiszpania         | UAE Team Emirates          | + 4"        |
| 4. | Kévin Vauquelin       | Francja           | Arkéa-B&B Hotels           | + 6"        |
| 5. | Romain Grégoire       | Francja           | Groupama-FDJ               | + 8"        |
| 6. | Brandon McNulty       | Stany Zjednoczone | UAE Team Emirates          | + 13"       |
| 7. | Bruno Armirail        | Francja           | Decathlon-AG2R La Mondiale | + 14"       |
| 8. | Pello Bilbao          | Hiszpania         | Bahrain Victorious         | + 15"       |
| 9. | Alex Aranburu         | Hiszpania         | Movistar Team              | + 23"       |
| 10. | Jordan Jegat          | Francja           | TotalEnergies              | + 30"       |

### Etap 6
| Eibar - Eibar | górski | (137,8 km) |

| \| Klasyfikacja etapu \| Klasyfikacja etapu \| Klasyfikacja etapu \| Klasyfikacja etapu \| Klasyfikacja etapu \| \| Kolarz \| Kolarz \| Państwo \| Drużyna \| Czas \| \| ------------------ \| ------------------ \| ------------------ \| ------------------------- \| ------------------ \| \| 1. \| Carlos Rodríguez \| Hiszpania \| Ineos Grenadiers \| 3h 37' 13" \| \| 2. \| Juan Ayuso \| Hiszpania \| UAE Team Emirates \| + 0" \| \| 3. \| Marc Soler \| Hiszpania \| UAE Team Emirates \| + 41" \| \| 4. \| Mattias Skjelmose \| Dania \| Lidl-Trek \| + 41" \| \| 5. \| Oscar Onley \| Wielka Brytania \| Team dsm-firmenich PostNL \| + 41" \| \| 6. \| Bauke Mollema \| Holandia \| Lidl-Trek \| + 1' 31" \| \| 7. \| Brandon McNulty \| Stany Zjednoczone \| UAE Team Emirates \| + 1' 31" \| \| 8. \| Pello Bilbao \| Hiszpania \| Bahrain Victorious \| + 1' 31" \| \| 9. \| Esteban Chaves \| Kolumbia \| EF Education-EasyPost \| + 1' 33" \| \| 10. \| Isaac Del Toro \| Meksyk \| UAE Team Emirates \| + 1' 41" \| |                   |                   |                           |            |
| |                   |                   |                           |            |
| Źródło: ProCyclingStats |                   |                   |                           |            |
| Klasyfikacja etapu |                   |                   |                           |            |
| Kolarz | Kolarz            | Państwo           | Drużyna                   | Czas       |
| 1. | Carlos Rodríguez  | Hiszpania         | Ineos Grenadiers          | 3h 37' 13" |
| 2. | Juan Ayuso        | Hiszpania         | UAE Team Emirates         | + 0"       |
| 3. | Marc Soler        | Hiszpania         | UAE Team Emirates         | + 41"      |
| 4. | Mattias Skjelmose | Dania             | Lidl-Trek                 | + 41"      |
| 5. | Oscar Onley       | Wielka Brytania   | Team dsm-firmenich PostNL | + 41"      |
| 6. | Bauke Mollema     | Holandia          | Lidl-Trek                 | + 1' 31"   |
| 7. | Brandon McNulty   | Stany Zjednoczone | UAE Team Emirates         | + 1' 31"   |
| 8. | Pello Bilbao      | Hiszpania         | Bahrain Victorious        | + 1' 31"   |
| 9. | Esteban Chaves    | Kolumbia          | EF Education-EasyPost     | + 1' 33"   |
| 10. | Isaac Del Toro    | Meksyk            | UAE Team Emirates         | + 1' 41"   |

## Klasyfikacje

### Klasyfikacja generalna
| \| Klasyfikacja generalna \| Klasyfikacja generalna \| Klasyfikacja generalna \| Klasyfikacja generalna \| Klasyfikacja generalna \| \| Kolarz \| Kolarz \| Państwo \| Drużyna \| Czas \| \| ---------------------- \| ---------------------- \| ---------------------- \| -------------------------- \| ---------------------- \| \| 1. \| Juan Ayuso \| Hiszpania \| UAE Team Emirates \| 15h 56' 50" \| \| 2. \| Carlos Rodríguez \| Hiszpania \| Ineos Grenadiers \| + 42" \| \| 3. \| Mattias Skjelmose \| Dania \| Lidl-Trek \| + 43" \| \| 4. \| Marc Soler \| Hiszpania \| UAE Team Emirates \| + 1' 23" \| \| 5. \| Brandon McNulty \| Stany Zjednoczone \| UAE Team Emirates \| + 1' 46" \| \| 6. \| Pello Bilbao \| Hiszpania \| Bahrain Victorious \| + 1' 48" \| \| 7. \| Isaac Del Toro \| Meksyk \| UAE Team Emirates \| + 2' 15" \| \| 8. \| Kévin Vauquelin \| Francja \| Arkéa-B&B Hotels \| + 2' 38" \| \| 9. \| Ion Izagirre \| Hiszpania \| Cofidis \| + 3' 06" \| \| 10. \| Alex Baudin \| Francja \| Decathlon-AG2R La Mondiale \| + 3' 07" \| \| 11. \| Santiago Buitrago \| Kolumbia \| Bahrain Victorious \| + 3' 09" \| \| 12. \| Jai Hindley \| Australia \| Bora-Hansgrohe \| + 3' 19" \| \| 13. \| Maximilian Schachmann \| Niemcy \| Bora-Hansgrohe \| + 3' 40" \| \| 14. \| Victor Langellotti \| Monako \| Burgos-BH \| + 3' 59" \| \| 15. \| Alex Aranburu \| Hiszpania \| Movistar Team \| + 4' 01" \| \| 16. \| Esteban Chaves \| Kolumbia \| EF Education-EasyPost \| + 4' 01" \| \| 17. \| Jordan Jegat \| Francja \| TotalEnergies \| + 4' 08" \| \| 18. \| Ethan Hayter \| Wielka Brytania \| Ineos Grenadiers \| + 4' 10" \| \| 19. \| Oscar Onley \| Wielka Brytania \| Team dsm-firmenich PostNL \| + 4' 48" \| \| 20. \| Bruno Armirail \| Francja \| Decathlon-AG2R La Mondiale \| + 5' 32" \| \| 21. \| Rigoberto Urán \| Kolumbia \| EF Education-EasyPost \| + 5' 57" \| \| 22. \| Simon Geschke \| Niemcy \| Cofidis \| + 6' 14" \| \| 23. \| Quentin Pacher \| Francja \| Groupama-FDJ \| + 6' 17" \| \| 24. \| Víctor de la Parte \| Hiszpania \| Euskaltel-Euskadi \| + 6' 18" \| \| 25. \| William Junior Lecerf \| Belgia \| Soudal Quick-Step \| + 6' 31" \| |                       |                   |                            |             |
| |                       |                   |                            |             |
| Źródło: ProCyclingStats |                       |                   |                            |             |
| Klasyfikacja generalna |                       |                   |                            |             |
| Kolarz | Kolarz                | Państwo           | Drużyna                    | Czas        |
| 1. | Juan Ayuso            | Hiszpania         | UAE Team Emirates          | 15h 56' 50" |
| 2. | Carlos Rodríguez      | Hiszpania         | Ineos Grenadiers           | + 42"       |
| 3. | Mattias Skjelmose     | Dania             | Lidl-Trek                  | + 43"       |
| 4. | Marc Soler            | Hiszpania         | UAE Team Emirates          | + 1' 23"    |
| 5. | Brandon McNulty       | Stany Zjednoczone | UAE Team Emirates          | + 1' 46"    |
| 6. | Pello Bilbao          | Hiszpania         | Bahrain Victorious         | + 1' 48"    |
| 7. | Isaac Del Toro        | Meksyk            | UAE Team Emirates          | + 2' 15"    |
| 8. | Kévin Vauquelin       | Francja           | Arkéa-B&B Hotels           | + 2' 38"    |
| 9. | Ion Izagirre          | Hiszpania         | Cofidis                    | + 3' 06"    |
| 10. | Alex Baudin           | Francja           | Decathlon-AG2R La Mondiale | + 3' 07"    |
| 11. | Santiago Buitrago     | Kolumbia          | Bahrain Victorious         | + 3' 09"    |
| 12. | Jai Hindley           | Australia         | Bora-Hansgrohe             | + 3' 19"    |
| 13. | Maximilian Schachmann | Niemcy            | Bora-Hansgrohe             | + 3' 40"    |
| 14. | Victor Langellotti    | Monako            | Burgos-BH                  | + 3' 59"    |
| 15. | Alex Aranburu         | Hiszpania         | Movistar Team              | + 4' 01"    |
| 16. | Esteban Chaves        | Kolumbia          | EF Education-EasyPost      | + 4' 01"    |
| 17. | Jordan Jegat          | Francja           | TotalEnergies              | + 4' 08"    |
| 18. | Ethan Hayter          | Wielka Brytania   | Ineos Grenadiers           | + 4' 10"    |
| 19. | Oscar Onley           | Wielka Brytania   | Team dsm-firmenich PostNL  | + 4' 48"    |
| 20. | Bruno Armirail        | Francja           | Decathlon-AG2R La Mondiale | + 5' 32"    |
| 21. | Rigoberto Urán        | Kolumbia          | EF Education-EasyPost      | + 5' 57"    |
| 22. | Simon Geschke         | Niemcy            | Cofidis                    | + 6' 14"    |
| 23. | Quentin Pacher        | Francja           | Groupama-FDJ               | + 6' 17"    |
| 24. | Víctor de la Parte    | Hiszpania         | Euskaltel-Euskadi          | + 6' 18"    |
| 25. | William Junior Lecerf | Belgia            | Soudal Quick-Step          | + 6' 31"    |

| Klasyfikacja punktowa | Klasyfikacja punktowa | Klasyfikacja punktowa | Klasyfikacja punktowa | Klasyfikacja punktowa |
| Kolarz                | Kolarz                | Państwo               | Drużyna               | Punkty                |
| --------------------- | --------------------- | --------------------- | --------------------- | --------------------- |
| 1.                    | Alex Aranburu         | Hiszpania             | Movistar Team         | 40 pkt                |
| 2.                    | Juan Ayuso            | Hiszpania             | UAE Team Emirates     | 35 pkt                |
| 3.                    | Romain Grégoire       | Francja               | Groupama-FDJ          | 34 pkt                |
| 4.                    | Carlos Rodríguez      | Hiszpania             | Ineos Grenadiers      | 31 pkt                |
| 5.                    | Mattias Skjelmose     | Dania                 | Lidl-Trek             | 30 pkt                |
| 6.                    | Isaac Del Toro        | Meksyk                | UAE Team Emirates     | 28 pkt                |
| 7.                    | Marc Soler            | Hiszpania             | UAE Team Emirates     | 26 pkt                |
| 8.                    | Maximilian Schachmann | Niemcy                | Bora-Hansgrohe        | 24 pkt                |
| 9.                    | Kévin Vauquelin       | Francja               | Arkéa-B&B Hotels      | 23 pkt                |
| 10.                   | Brandon McNulty       | Stany Zjednoczone     | UAE Team Emirates     | 21 pkt                |

| Klasyfikacja punktowa | Klasyfikacja punktowa | Klasyfikacja punktowa | Klasyfikacja punktowa | Klasyfikacja punktowa |
| Kolarz                | Kolarz                | Państwo               | Drużyna               | Punkty                |
| --------------------- | --------------------- | --------------------- | --------------------- | --------------------- |
| 1.                    | Alex Aranburu         | Hiszpania             | Movistar Team         | 40 pkt                |
| 2.                    | Juan Ayuso            | Hiszpania             | UAE Team Emirates     | 35 pkt                |
| 3.                    | Romain Grégoire       | Francja               | Groupama-FDJ          | 34 pkt                |
| 4.                    | Carlos Rodríguez      | Hiszpania             | Ineos Grenadiers      | 31 pkt                |
| 5.                    | Mattias Skjelmose     | Dania                 | Lidl-Trek             | 30 pkt                |
| 6.                    | Isaac Del Toro        | Meksyk                | UAE Team Emirates     | 28 pkt                |
| 7.                    | Marc Soler            | Hiszpania             | UAE Team Emirates     | 26 pkt                |
| 8.                    | Maximilian Schachmann | Niemcy                | Bora-Hansgrohe        | 24 pkt                |
| 9.                    | Kévin Vauquelin       | Francja               | Arkéa-B&B Hotels      | 23 pkt                |
| 10.                   | Brandon McNulty       | Stany Zjednoczone     | UAE Team Emirates     | 21 pkt                |

| Klasyfikacja górska | Klasyfikacja górska | Klasyfikacja górska | Klasyfikacja górska        | Klasyfikacja górska |
| Kolarz              | Kolarz              | Państwo             | Drużyna                    | Punkty              |
| ------------------- | ------------------- | ------------------- | -------------------------- | ------------------- |
| 1.                  | Sepp Kuss           | Stany Zjednoczone   | Team Visma \| Lease a Bike | 35 pkt              |
| 2.                  | Louis Meintjes      | Południowa Afryka   | Intermarché-Wanty          | 20 pkt              |
| 3.                  | Isaac Del Toro      | Meksyk              | UAE Team Emirates          | 15 pkt              |
| 4.                  | Rein Taaramäe       | Estonia             | Intermarché-Wanty          | 15 pkt              |
| 5.                  | Igor Arrieta        | Hiszpania           | UAE Team Emirates          | 15 pkt              |
| 6.                  | Oscar Onley         | Wielka Brytania     | Team dsm-firmenich PostNL  | 14 pkt              |
| 7.                  | Marc Soler          | Hiszpania           | UAE Team Emirates          | 14 pkt              |
| 8.                  | Esteban Chaves      | Kolumbia            | EF Education-EasyPost      | 12 pkt              |
| 9.                  | Alan Jousseaume     | Francja             | TotalEnergies              | 11 pkt              |
| 10.                 | Eric Fagundez       | Urugwaj             | Burgos-BH                  | 11 pkt              |

| Klasyfikacja górska | Klasyfikacja górska | Klasyfikacja górska | Klasyfikacja górska        | Klasyfikacja górska |
| Kolarz              | Kolarz              | Państwo             | Drużyna                    | Punkty              |
| ------------------- | ------------------- | ------------------- | -------------------------- | ------------------- |
| 1.                  | Sepp Kuss           | Stany Zjednoczone   | Team Visma \| Lease a Bike | 35 pkt              |
| 2.                  | Louis Meintjes      | Południowa Afryka   | Intermarché-Wanty          | 20 pkt              |
| 3.                  | Isaac Del Toro      | Meksyk              | UAE Team Emirates          | 15 pkt              |
| 4.                  | Rein Taaramäe       | Estonia             | Intermarché-Wanty          | 15 pkt              |
| 5.                  | Igor Arrieta        | Hiszpania           | UAE Team Emirates          | 15 pkt              |
| 6.                  | Oscar Onley         | Wielka Brytania     | Team dsm-firmenich PostNL  | 14 pkt              |
| 7.                  | Marc Soler          | Hiszpania           | UAE Team Emirates          | 14 pkt              |
| 8.                  | Esteban Chaves      | Kolumbia            | EF Education-EasyPost      | 12 pkt              |
| 9.                  | Alan Jousseaume     | Francja             | TotalEnergies              | 11 pkt              |
| 10.                 | Eric Fagundez       | Urugwaj             | Burgos-BH                  | 11 pkt              |

| Klasyfikacja młodzieżowa | Klasyfikacja młodzieżowa | Klasyfikacja młodzieżowa | Klasyfikacja młodzieżowa   | Klasyfikacja młodzieżowa |
| Kolarz                   | Kolarz                   | Państwo                  | Drużyna                    | Czas                     |
| ------------------------ | ------------------------ | ------------------------ | -------------------------- | ------------------------ |
| 1.                       | Juan Ayuso               | Hiszpania                | UAE Team Emirates          | 15h 56' 50"              |
| 2.                       | Isaac Del Toro           | Meksyk                   | UAE Team Emirates          | + 2' 15"                 |
| 3.                       | Oscar Onley              | Wielka Brytania          | Team dsm-firmenich PostNL  | + 4' 48"                 |
| 4.                       | William Junior Lecerf    | Belgia                   | Soudal Quick-Step          | + 6' 31"                 |
| 5.                       | Romain Grégoire          | Francja                  | Groupama-FDJ               | + 9' 39"                 |
| 6.                       | Gianmarco Garofoli       | Włochy                   | Astana Qazaqstan Team      | + 12' 42"                |
| 7.                       | Johannes Staune-Mittet   | Norwegia                 | Team Visma \| Lease a Bike | + 13' 52"                |
| 8.                       | Igor Arrieta             | Hiszpania                | UAE Team Emirates          | + 17' 14"                |
| 9.                       | Alexy Faure Prost        | Francja                  | Intermarché-Wanty          | + 25' 04"                |
| 10.                      | Iker Mintegi             | Hiszpania                | Euskaltel-Euskadi          | + 28' 11"                |

| Klasyfikacja młodzieżowa | Klasyfikacja młodzieżowa | Klasyfikacja młodzieżowa | Klasyfikacja młodzieżowa   | Klasyfikacja młodzieżowa |
| Kolarz                   | Kolarz                   | Państwo                  | Drużyna                    | Czas                     |
| ------------------------ | ------------------------ | ------------------------ | -------------------------- | ------------------------ |
| 1.                       | Juan Ayuso               | Hiszpania                | UAE Team Emirates          | 15h 56' 50"              |
| 2.                       | Isaac Del Toro           | Meksyk                   | UAE Team Emirates          | + 2' 15"                 |
| 3.                       | Oscar Onley              | Wielka Brytania          | Team dsm-firmenich PostNL  | + 4' 48"                 |
| 4.                       | William Junior Lecerf    | Belgia                   | Soudal Quick-Step          | + 6' 31"                 |
| 5.                       | Romain Grégoire          | Francja                  | Groupama-FDJ               | + 9' 39"                 |
| 6.                       | Gianmarco Garofoli       | Włochy                   | Astana Qazaqstan Team      | + 12' 42"                |
| 7.                       | Johannes Staune-Mittet   | Norwegia                 | Team Visma \| Lease a Bike | + 13' 52"                |
| 8.                       | Igor Arrieta             | Hiszpania                | UAE Team Emirates          | + 17' 14"                |
| 9.                       | Alexy Faure Prost        | Francja                  | Intermarché-Wanty          | + 25' 04"                |
| 10.                      | Iker Mintegi             | Hiszpania                | Euskaltel-Euskadi          | + 28' 11"                |

| Klasyfikacja drużynowa | Klasyfikacja drużynowa     | Klasyfikacja drużynowa       | Klasyfikacja drużynowa |
| Drużyna                | Drużyna                    | Państwo                      | Czas                   |
| ---------------------- | -------------------------- | ---------------------------- | ---------------------- |
| 1.                     | UAE Team Emirates          | Zjednoczone Emiraty Arabskie | 47h 53' 27"            |
| 2.                     | Bahrain Victorious         | Bahrajn                      | + 8' 30"               |
| 3.                     | Ineos Grenadiers           | Wielka Brytania              | + 8' 36"               |
| 4.                     | EF Education-EasyPost      | Stany Zjednoczone            | + 9' 43"               |
| 5.                     | Bora-Hansgrohe             | Niemcy                       | + 9' 53"               |
| 6.                     | Lidl-Trek                  | Stany Zjednoczone            | + 9' 56"               |
| 7.                     | Movistar Team              | Hiszpania                    | + 13' 49"              |
| 8.                     | Team Visma \| Lease a Bike | Holandia                     | + 17' 02"              |
| 9.                     | Decathlon-AG2R La Mondiale | Francja                      | + 17' 59"              |
| 10.                    | Team dsm-firmenich PostNL  | Holandia                     | + 18' 48"              |

| Klasyfikacja drużynowa | Klasyfikacja drużynowa     | Klasyfikacja drużynowa       | Klasyfikacja drużynowa |
| Drużyna                | Drużyna                    | Państwo                      | Czas                   |
| ---------------------- | -------------------------- | ---------------------------- | ---------------------- |
| 1.                     | UAE Team Emirates          | Zjednoczone Emiraty Arabskie | 47h 53' 27"            |
| 2.                     | Bahrain Victorious         | Bahrajn                      | + 8' 30"               |
| 3.                     | Ineos Grenadiers           | Wielka Brytania              | + 8' 36"               |
| 4.                     | EF Education-EasyPost      | Stany Zjednoczone            | + 9' 43"               |
| 5.                     | Bora-Hansgrohe             | Niemcy                       | + 9' 53"               |
| 6.                     | Lidl-Trek                  | Stany Zjednoczone            | + 9' 56"               |
| 7.                     | Movistar Team              | Hiszpania                    | + 13' 49"              |
| 8.                     | Team Visma \| Lease a Bike | Holandia                     | + 17' 02"              |
| 9.                     | Decathlon-AG2R La Mondiale | Francja                      | + 17' 59"              |
| 10.                    | Team dsm-firmenich PostNL  | Holandia                     | + 18' 48"              |

### Liderzy klasyfikacji
| Etap   |                            | Pierwsze miejsce _ | Klasyfikacja generalna | Punktowa        | Górska         | Młodzieżowa | Najaktywniejszych | Drużynowa         | Krajowa      |
| ------ | -------------------------- | ------------------ | ---------------------- | --------------- | -------------- | ----------- | ----------------- | ----------------- | ------------ |
| 1      | jazda indywidualna na czas | Primož Roglič      | Primož Roglič          | Primož Roglič   | Primož Roglič  | Juan Ayuso  | Primož Roglič     | UAE Team Emirates | Ion Izagirre |
| 2      | pagórkowaty                | Paul Lapeira       | Primož Roglič          | Primož Roglič   | Primož Roglič  | Juan Ayuso  | Alexis Vuillermoz | UAE Team Emirates | Pello Bilbao |
| 3      | górzysty                   | Quinten Hermans    | Primož Roglič          | Quinten Hermans | Louis Meintjes | Juan Ayuso  | Primož Roglič     | Bora-Hansgrohe    | Pello Bilbao |
| 4      | górzysty                   | Louis Meintjes     | Mattias Skjelmose      | Quinten Hermans | Louis Meintjes | Juan Ayuso  | Louis Meintjes    | Bora-Hansgrohe    | Pello Bilbao |
| 5      | górzysty                   | Romain Grégoire    | Mattias Skjelmose      | Alex Aranburu   | Louis Meintjes | Juan Ayuso  | Isaac Del Toro    | UAE Team Emirates | Pello Bilbao |
| 6      | górski                     | Carlos Rodríguez   | Juan Ayuso             | Alex Aranburu   | Sepp Kuss      | Juan Ayuso  | Marc Soler        | UAE Team Emirates | Pello Bilbao |
| Koniec | Koniec                     |                    | Juan Ayuso             | Alex Aranburu   | Sepp Kuss      | Juan Ayuso  | brak danych       | UAE Team Emirates | brak danych  |